# Antoine Clet
Œuvres principales
- le Sermon manqué (1749)
- Monsieur Lambert (1757)
- le Borgne (1770)

Antoine Clet (1705-1785) était le maître-imprimeur du Puy-en-Velay au XVIIIe siècle. 
Il est aussi connu pour être l'auteur de plusieurs comédies en vers occitans et français dont trois sont restées. Célèbre au XIXe siècle au Puy où ses œuvres étaient pratiquement  emblématiques, il tomba dans un oubli relatif au XXe siècle .

## Biographie
Son père Gaspard Klett originaire de Dresde (alors en royaume de Saxe)  s'installa au Puy à la fin du XVIIe siècle pour être compagnon chez l'imprimeur Delagarde rue du Collège. À la mort de ce dernier, il épouse sa veuve et dirige l'imprimerie (la transmission par mariage était une chose commune dans le métier à l'époque).

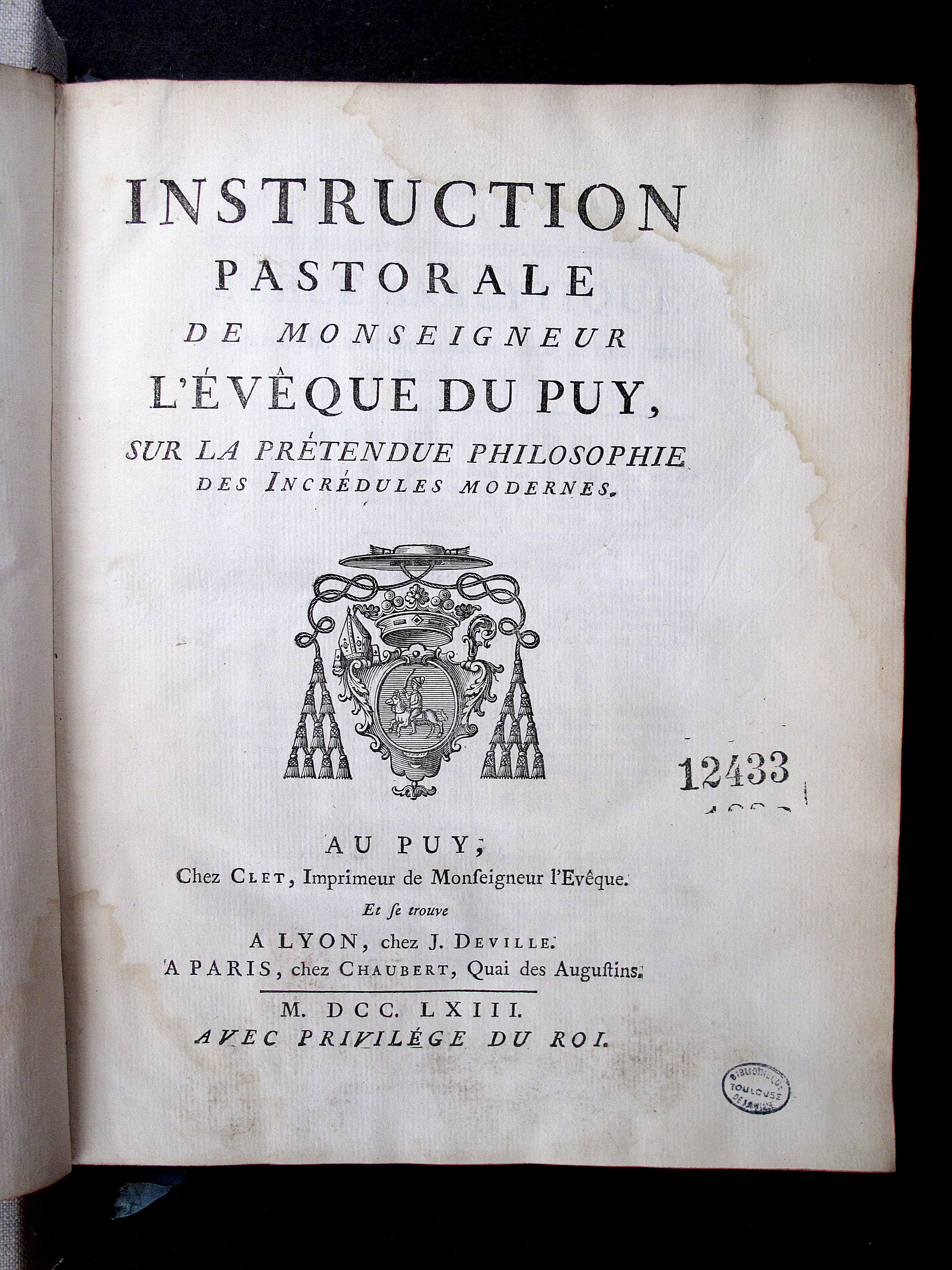
Instruction pastorale sur la prétendue philosophie...Texte de Mgr Lefranc de Pompignan, évêque du Puy imprimé par Antoine Clet au Puy en 1763 - Fac 4610(1) BM Toulouse. Les Mémoires secrets de Bachaumont mentionnent ce texte "très estimé" ainsi que son attaque par Voltaire.

À la mort de son père en 1735, Antoine reprend les activités au sein d'une "société" d'imprimeurs du Puy dont faisaient aussi partie Bergeron, Malescot...  Un décret oblige en effet à ce qu’il n’y ait plus qu’un seul imprimeur dans la ville. Bergeron lui cède la survivance de sa place en 1742. Il accède en 1751 au statut d'imprimeur ordinaire du roi et de l’évêque. En plus des édits locaux, il imprimait depuis 1731 l'édition du Puy de la Gazette. L'arrêt du Conseil du 12 mai 1759 le maintient comme un des vingt imprimeurs autorisés dans la province du Languedoc.

## Œuvres
Antoine est aussi connu pour être un « bel esprit » et un  auteur:  Ses écrits sont en majorité perdus mais trois comédies en vers sont conservées : - Le Sermon Manqué (1749) - Monsieur Lambert (1757) - Le Borgne (1770). Les deux premières sont en mélange d'occitan auvergnat et de français et sont un témoignage sur la vie, le langage et l'état d'esprit de la cité vellave au milieu du XVIIIe siècle.
Il est peu probable que ces "comédies" aient été jouées en public: il n’y avait pas de théâtre au Puy dans les années 1750 et la structure de l’œuvre ne se prête pas forcément à une mise en scène. Aucun témoignage de représentations n’existe. Il s’agissait sûrement de pièces destinées à la lecture en petit comité sur des "scènes de société"  comme cela existait au XVIIIe siècle. Elles étaient peut-être diffusées sous le manteau.
Les résumés ci-dessous sont basés sur les documents imprimés au XIXe siècle.

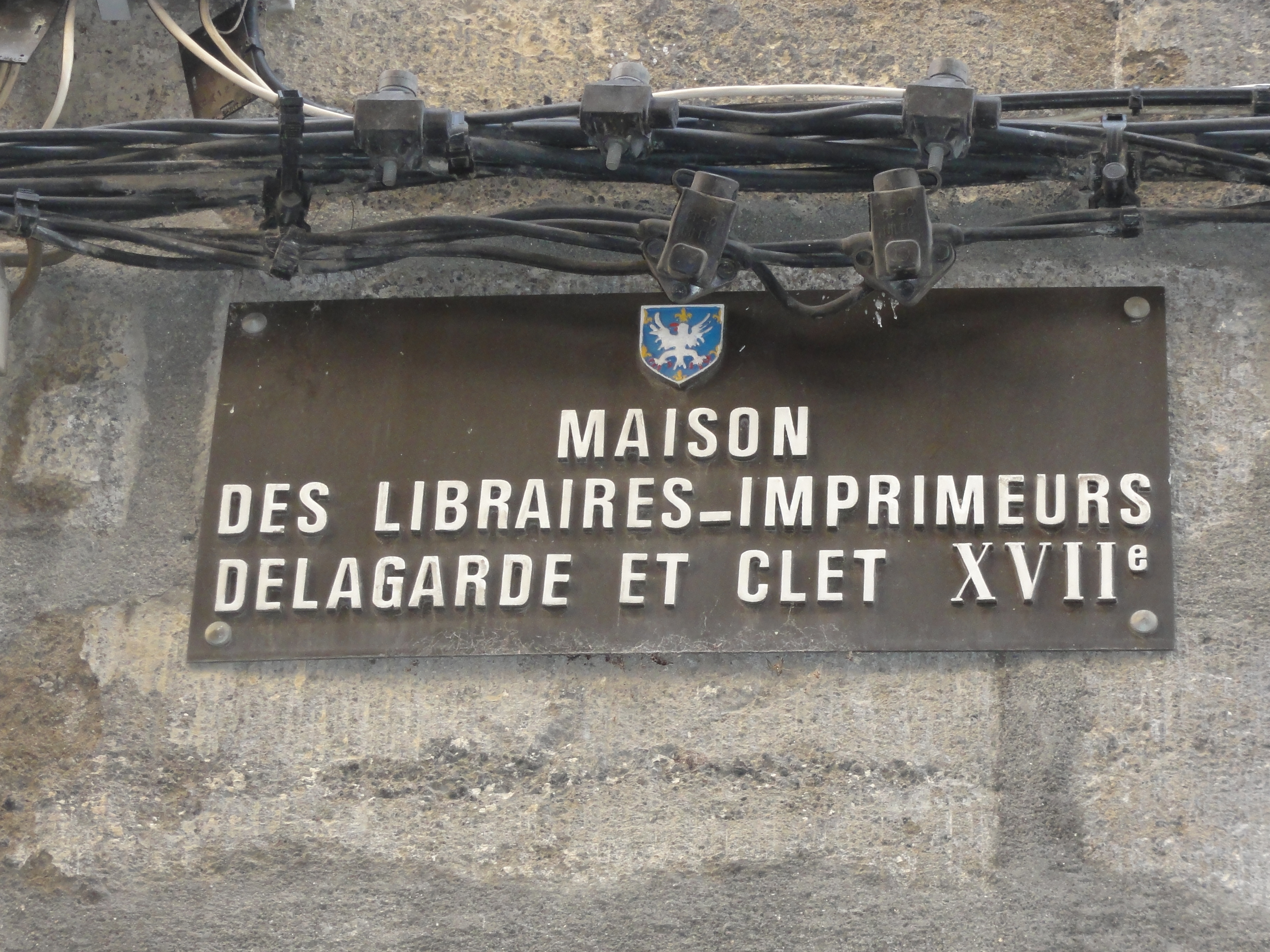
Détail de plaque au 22 rue du collège au Puy-en-Velay

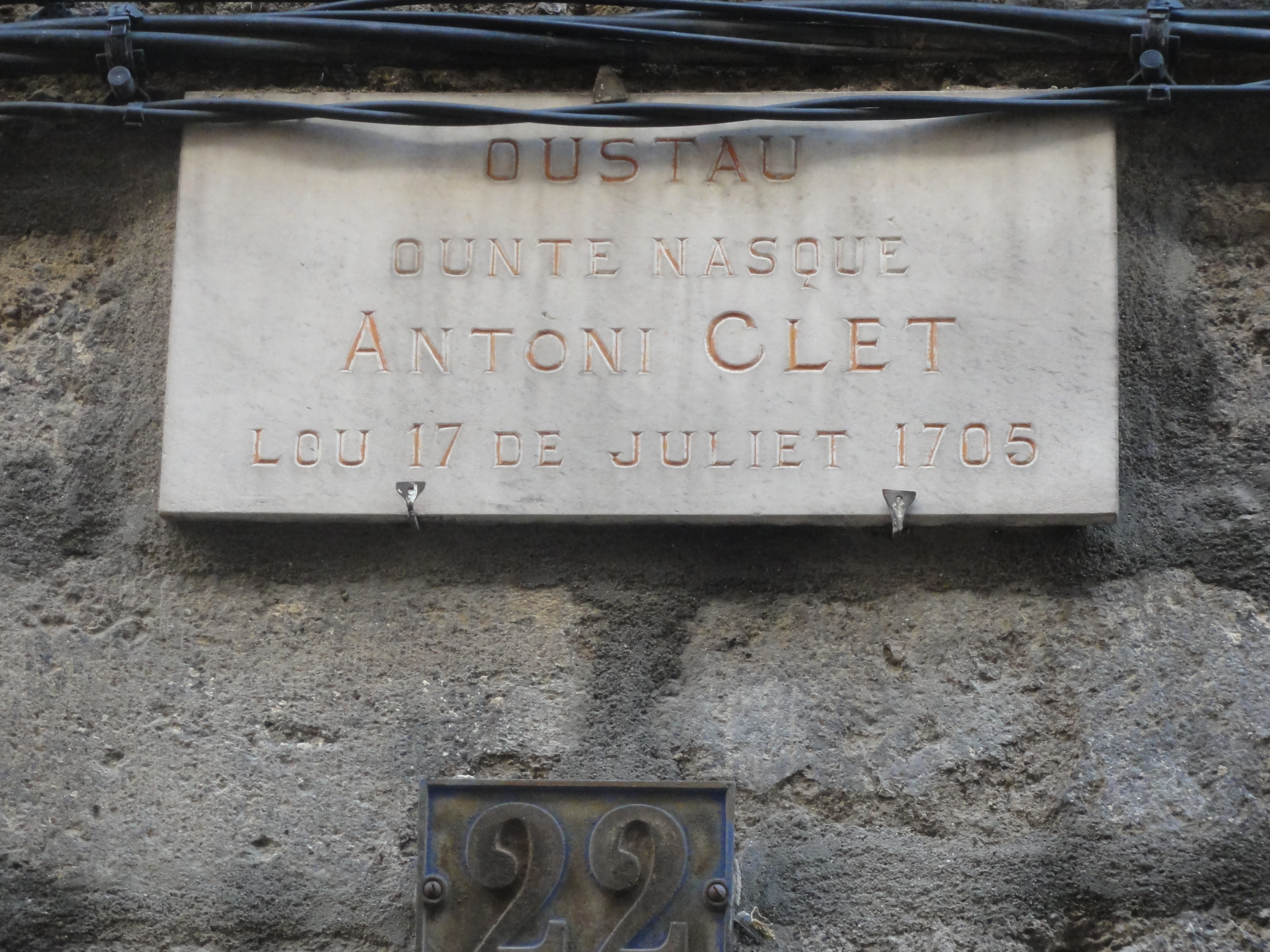
Plaque sur le logis-imprimerie d'Antoine Clet au 22 rue du Collège au Puy-en-Velay. La gravure indique : Oustau ounte nasqué Antoni Clet (Ostau ont nasquèt Antòni Clet, Maison où naquit Antoine Clet)

### Le Sermon Manqué

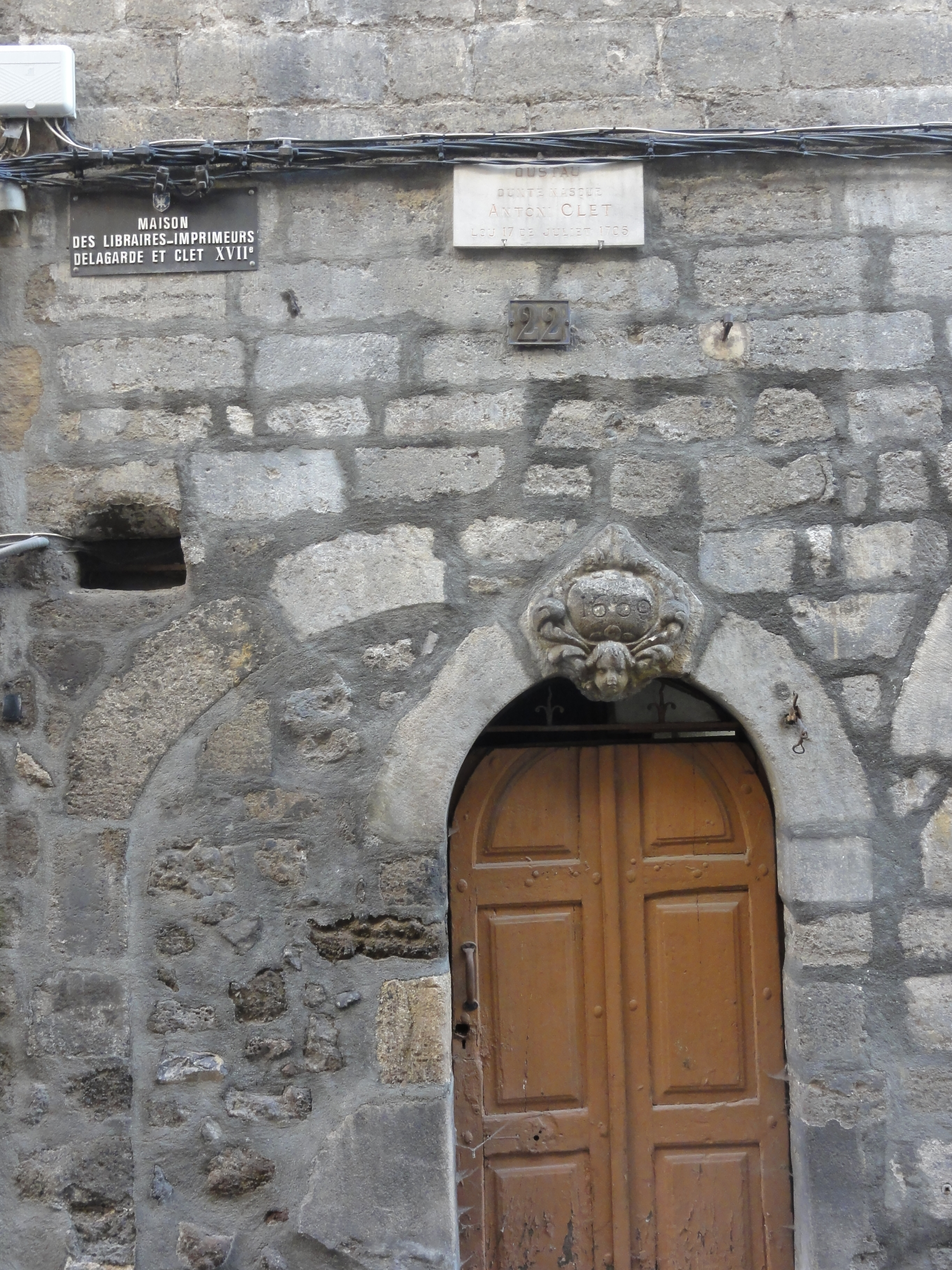
Maison/Librairie/Imprimerie d'Antoine Clet au Puy en Velay- 22 rue du Collège

Datée de 1749, cette comédie en trois actes narre les tribulations du jeune chanoine Vivier. La scène d'ouverture montre le prédicateur exalté par le futur sermon qu'il doit prononcer chez les religieuses Augustines de Vals-près-le-Puy. Il se confronte à sa mère Lucrèce qui lui déconseille fortement d'aller au couvent. Il y va mais, pris de panique, s'enfuit par la fenêtre en déclarant Evitons cet affront/De paraître en public sans savoir mon sermon...
Le sacristain Jeannot part le chercher dans la campagne : il rencontre le paysan Pierre témoin de  la fuite du prédicateur : 
Jamai n’avetz pas vist corre d’aquella sòrta/A chasque pas, l’ òm crei que lo diable l’empòrta/Corriá tant qu’aiá l’aire d’un chin z’ empoisonat
(Jamais vous n'avez vu courir de la sorte/A chaque pas, on croit que le diable l'emporte/ il courait tellement qu'il avait l'air d'un chien empoisonné).
Le père Guillot, vigneron, vient voir la supérieure du couvent pour être dédommagé des dégâts faits à sa vigne par l'abbé... Elle refuse.Il se retourne vers la mère de Vivier qu'il menace d'un procès. Celle-ci demande conseil à son cousin, l'avocat Barthole.
La paysanne Jannette, chez qui l'abbé s'est réfugié depuis deux mois, vient rencontrer Lucrèce pour savoir ce « qu'il se dit de lui ». Finalement, le prédicateur revient mais  le syndic lui interdit de prêcher.
Cette pièce doit sa renommée à son humour caustique mais aussi  au fait qu’elle ait été « interdite» par l’évêque du Puy  Mgr Jean-Georges Lefranc de Pompignan.
La satire visait Georges Vivier, chanoine de la cathédrale.

### Monsieur Lambert
Sa pièce maîtresse  met en situation le consul Lambert faisant de son mieux pour faire respecter une ordonnance émise en 1755 par le duc de Richelieu  alors gouverneur militaire du Languedoc, demandant la fermeture des cabarets du Puy à 10 heures.
Elle commence en occitan par « A la fin, sei content d’èstre còsse delh Puèi » (À la fin je suis content d’être consul du Puy) et se termine par une adresse à Lambert Adieu le plus grand sot qui soit dans le pays . Le ton de cette œuvre est fortement burlesque.
La pièce montre de nombreux détails sur la vie et la société ponote du milieu des années 1750 : les fonctions de consul, de procureur et de chirurgiens  y sont férocement caricaturées. La vie des soldats de la garnison, les sorties aux  cabarets  et quelques caractères sont largement évoqués. Le langage est étonnamment moderne, l'humour gentiment absurde.
L’acte 1 présente Lambert, très récemment élu consul, qui se donne pour objectif d’éradiquer les incivilités au Puy (tapage nocturne, ivresse des « coureurs de nuit »....). Son épouse Panoussa/Panossà montre par des exemples le peu de réussite de son mari dans sa mission…Irrité par sa discussion, Lambert rencontre le paysan Bòta-en-Pena qui, malgré un décret d’interdiction, garde ses cochons rue Pannessac. Peu impressionné par le consul, le porcher finit par l’insulter…Il est menacé de la « tour » (la prison du Puy à l’époque rue du bailliage). Lambert le laisse partir.
Dans l’acte 2  un « chirurgien charlatan » qui s’avère être le dentiste Coligné et qui montre une connaissance médicale bien plus étendue que M. Lambert pourtant lieutenant des chirurgiens est  indigné par l’ «ignorance crasse » de Lambert. Il prend à partie le consul et se fait mettre à la « tour ».
L’acte 3 est centré sur le personnage de Mme Lamort - une boulangère au caractère bien trempé - accusée par le procureur de lui avoir taché son habit par un jet « d’eau de vaisselle ». Le procureur bien qu'ivre et manifestement mythomane va se plaindre auprès du consul Lambert . Une connotation sociale apparait dans cet acte : les notables sont ridicules et la populaire Mme Lamort annonce fièrement qu’ils ne lui font pas peur. « Vos cránhe pas » (je ne vous crains pas) est prononcé trois fois dans l’acte.
L’acte 4 commence par une grande fête sur la place du  Martouret qui est une occasion rêvée pour Lambert de débusquer et traquer les faiseurs de troubles. Son ami Chambon explique que ce n’est pas le jour, que la fête est pour tout le monde y compris pour les soldats de la garnison.  L’aubergiste de la rue Chaussade Balme interdit l'accès à la garde qui vient l’inspecter prétextant qu’aucun consul ne l’accompagne. Alerté, Lambert arrive, se fait lui aussi renvoyer et menace de faire amener le cabaretier à « Montpellier». Finalement Balme s’excuse mais doit donner une rétribution aux gardes. Il conclut la pièce en déclarant que Lambert est le « plus grand sot qui existe dans le Pays ».
Ces ensembles de saynètes  constituent de remarquable instantanés de vie du milieu du XVIIIe siècle.
Y sont décrits les centres d’intérêts et des travers de personnages qui ont sans doute existé :
- un procureur ivre et sale
- un « consul » rusé, soupe-au-lait  toujours associé à ses deux chiens. Qui plus est lieutenant de chirurgiens et ancien soldat !
- une épouse agacée pleine de bon sens
- la boulangère Mme Lamort et son langage imagé....
Clet décrit la vie de la capitale du Velay concentrée au niveau des places du Plot et du Martouret, traversée par des patrouilles de gardes en hallebarde. Les cabarets y semblent très animés : on y boit du vin de pays (le vin du Puy a disparu depuis).
La mentalité est urbaine parfois désobligeante et sévère pour les paysans des alentours (Mme Lamort déclare dans l’acte 3 qu’on ne la trompera pas mais qu’on peut tromper les paysans car  « ça vient de leur sort » : Trompa los païsans, aquò ven de lhor sòrt).

### Le Borgne
Cette pièce en un acte et 18 scènes datée probablement de 1770 est exclusivement en français. Le gendarme Placide et le mousquetaire Lucidor en permission au Puy humilient le consul Bertrand qui faisait sa ronde. Fou de rage celui-ci demande à son aide Blancard et aux « valets de ville » de déloger les coupables. Mais les deux soldats se défendent. Le consul se confronte aux deux militaires mais il est inopinément … éborgné. Sa sœur, la très bigote Justine,  suggère de mettre le feu au logis pour se venger. Blancard qui trouve le « procédé trop violent » a alors recours à l’entremetteur jésuite Ignace qui persuade les deux de se rendre.  En dépit de la promesse , ils sont faits prisonniers et la pièce se termine par un « placet au roi ». La comédie est inspirée par la mésaventure réelle du gendarme Jean-Joseph ALLIER de SAIGNARD qu'on peut lire ici :

## Recension, bibliographie et éditions en ligne
De par sa fonction lui donnant appartenance à la "Maison du Roi", Clet ne pouvait pas imprimer ses œuvres dont l'aspect satirique est contraire aux critères exigés pour être Imprimeur du roi: « Bonnes Vies, Mœurs, Conversation et religion Catholique apostolique et romaine». Les textes n'existaient qu'à l'état de manuscrits dont certains sont toujours conservés à la bibliothèque du Puy.
L'érudit ponot Francisque Mandet est le premier à publier Monsieur Lambert en 1842 dans son "Histoire poétique et littéraire de l'ancien Velay"  (en ligne : )
Son arrière petit-fils François-Marie Clet imprima ses œuvres en 1845 (Monsieur Lambert en quatre actes, le Sermon manqué en trois; il existe des versions manuscrites respectivement en quatre et cinq ou trois actes). Des exemplaires sont conservés dans les bibliothèques du Puy-en-Velay, Montpellier Métropole et la BNF Paris (Tolbiac, Arsenal, Richelieu). Il avait le projet d'imprimer Le Borgne.
Mandet publia en 1861 des extraits des deux pièces dans son  "Histoire du Velay"  (en ligne : ). Les extraits du Sermon manqué sont toutefois différents de ceux de l'édition de 1845.
Le Borgne sera imprimé en 1926 sous l'égide de la Société Académique du Puy-en-Velay et de la Haute-Loire.
Les Cahiers de la Haute-Loire éditent en 2016 une version commentée de Monsieur Lambert, les parties occitanes étant en graphie normalisée.

## Postérité
L’œuvre avait une vraie popularité au XIXe siècle. En témoignent Mandet et l'historien Louis Pascal qui décrit une population qui connaissait par cœur des tirades. Le souvenir était encore  maintenu : le député-maire du Puy Louis Camille Morel  avait pour aïeul le chirurgien Morel , personnage de  Monsieur Lambert. Les deux auteurs soulignent le caractère emblématique de ces écrits, leur intérêt historique et leur valeur linguistique. Ils remarquent la qualité de l'acte 1 de Monsieur Lambert, qui par ses descriptions de types psychologiques intemporels est le chef-d’œuvre de Clet. Pascal compare les types de personnages de  Clet à ceux d'Henry Monnier. La singularité de l’œuvre (bilinguisme, satire des notables de la ville mais aussi un humour et une construction "non académiques") a été la raison de sa mise en sommeil au XXe siècle : la population urbaine instruite du Puy ne connaissait plus la langue d'oc ni les structures politiques de l'ancien régime pour apprécier complètement la saveur de ces textes.

## Hommages
Une rue porte son nom au Puy depuis 1889.  
Une plaque en occitan a été apposée sur sa maison en 1923 à l'occasion de la  Sainte-Estelle organisée au Puy.  